# Bushenyi
Bushenyi – miasto w Dystrykcie Bushenyi w południowo-zachodniej części Ugandy, siedziba władz dystryktu.
W mieście urodził się John Baptist Bashobora.